# Malawimeer
Het Malawimeer (Engels: Lake Malawi, Portugees: Lago Niassa, Swahili: Ziwa Nyasa) is een meer in de Grote Slenk in zuidelijk Afrika. Het meer werd vanuit Europees oogpunt in 1859 'ontdekt' door de Schotse ontdekkingsreiziger en missionaris David Livingstone en stond oorspronkelijk bekend als het Nyasameer, Nyassameer of Niassameer. Het woord nyasa betekent in het ter plaatse gesproken Yao 'meer' en werd door Livingstone opgevat als eigennaam.

## Geografie
Het meer is ongeveer 560 km lang en 75 km breed op zijn breedste punt, en beslaat een oppervlakte van ongeveer 29.600 km². Het is maximaal 706 m diep.
Het meer vormde zich waarschijnlijk ongeveer 40.000 jaar geleden.
Het in Malawi gelegen zuiden van het meer is een onderdeel van het Nationaal park Malawimeer (Lake Malawi National Park), dat sinds 1984 op de Werelderfgoedlijst staat.

## Grenzen
Het meer is gelegen in Mozambique, Malawi en Tanzania. Ongeveer driekwart van het meer ligt feitelijk in Malawi; de rest ligt in Mozambique. Tussen Malawi en Tanzania bestaat geen overeenstemming over het verloop van de onderlinge grens: volgens Tanzania hoort de grens midden door het meer te lopen en niet over de oostelijke oever.

## Biologie
Het Malawimeer is bekend om zijn vele endemische cichliden. Er komt welgeteld maar één non-endemische cichlide voort in het meer: de Tilapia rendalli.
Hoofdzakelijk zijn deze cichliden onder te verdelen in 3 categorieën:
- Utaka's: voornamelijk grote rovers (17-45 cm). De naam komt van de inheemse bevolking die deze vissen Utaka noemt. Deze groep wordt ook weleens haplochromis genoemd, of in het Engels 'haps'. Dit is echter een foute benaming, aangezien alle Utaka's later verplaatst zijn naar andere geslachten, en alle Haplochromis-soorten (die wel bestaan) alleen voorkomen in het Victoriameer.
- Mbuna's: kleinblijvende, veelal dominante, kleurrijke soorten (7-17 cm).
- Keizerchiclides (Aulonocara's): vredige, zandbewonende cichliden (10-20 cm); in het verleden ook wel keizerbaarzen genoemd.

## Geschiedenis
David Livingstone was de eerste Europeaan die het meer bezocht, te weten in 1859. Veel van het gebied dat door het meer omringd wordt, werd later geclaimd door het Britse Rijk en vormde de Britse kolonie Nyasaland. Hoewel Portugal de oostelijke kust van het meer koloniseerde, werden de eilanden Likoma en Chizumulu gekoloniseerd door Schotse missionarissen uit Nyasaland, en werden dientengevolge opgenomen als deel van Nyasaland.
- Biblioteca Nacional de España: XX458630
- Bibliothèque nationale de France: cb122903354 (data)
- Gemeinsame Normdatei: 4037201-7
- Library of Congress Control Number: sh85093503
- Nationale Bibliotheek van Tsjechië: ge134342
- Nationale Bibliotheek van Israël: 987007541125605171
- Système universitaire de documentation: 031745105
- Virtual International Authority File: 304911273

Abayameer · Abbemeer · Abijattameer · Afrerameer · Albertmeer · Assalmeer · Awasameer · Bamendjingmeer · Bangweulumeer · Baringomeer · Basakameer · Bittermeren · Cahora Bassa · Chamomeer · Delcommunemeer · Edwardmeer · Fitrimeer · Georgemeer · Guiersmeer · Hajkmeer · Kabambameer · Kabelemeer · Kabwemeer · Karibameer · Kisalemeer · Kitshomponshimeer · Kivumeer · Kokameer · Kyogameer · Lac Rose · Langanomeer · Mai-Ndombemeer · Manantalimeer · Malawimeer · Manyekemeer · Mofwelagune · Mwerumeer · Mweru-Wantipameer · Naivashameer · Nakurumeer · Nassermeer ·   Nyosmeer · Nzilomeer · Shalameer · Tanameer · Tanganyikameer · Tele-meer · Toshkameren · Tshangalelemeer · Tsjaadmeer · Tumbameer · Turkanameer · Upembameer · Victoriameer · Voltameer · Walilupemeer · Zimbambomeer · Ziwaymeer